# Wolfpack Unleashed
Wolfpack Unleashed (englisch für „entfesseltes Wolfsrudel“) ist eine Thrash-Metal-Band aus Leoben (Steiermark).

## Geschichte
Die Band wurde im Januar 2005 vom Gitarristen Wolfgang Koch und dem Schlagzeuger Daniel Haberl (vormals "Doomed Era", Deathmetal) gegründet, nachdem beide zuvor die Thrashband Darkfall verlassen hatten.
Der Sänger/Bassist Günther Wirth und der Gitarrist Karl Preininger komplettierten die Band. Mitte 2006 wurde das Demo „The Art of Resistance“ veröffentlicht, welches von der Band an ausgewählte Magazine versandt wurde. Das italienische Rock Hard kürte „The Art of Resistance“ zum „Demo des Monats“, und der Metal Hammer sprach gar von einer Mischung aus Megadeths Rust in Peace und Metallicas „schwarzem Album“. Auch in den restlichen Magazinen waren die Reaktionen hervorragend.
Die Reaktionen auf das Demo brachte der Band einen Vertrag mit Napalm Records ein. Im Sommer 2007 nahm die Band ihr Debütalbum „Anthems of Resistance“ auf, welches am 29. September 2007 veröffentlicht wurde.
Das Album enthält Neuaufnahmen von acht der Lieder des Original-Demos sowie eine neue Komposition, "Disgrace Erased".
Wie auch schon das Demo erhielt Anthems Of Resistance gute Bewertungen im Legacy, RockHard, Heavy!,  Metal Hammer, sowie in Resteuropa, Japan und den USA. Danach wurden Wolfpack Unleashed Interviews in Metalmagazinen in Deutschland, Großbritannien, Belgien, Kanada, USA, Finnland, Italien, Norwegen, Spanien, Portugal, Frankreich und Serbien veröffentlicht.
Im italienischen RockHard erhielten Wolfpack Unleashed die Auszeichnung „10× Dynamit“ und in Japan stieß das Album bis auf Platz 6 der Metal-Importcharts vor.
Geplant war ein zweites Album, das Ende 2008 erscheinen sollte. Jedoch ist der Tonträger bis Anfang 2014 noch nicht erschienen.

## Stil
Gitarrist Wolfgang Koch beschreibt den Stil von Wolfpack Unleashed grob als eine Mischung aus dem Riffing von Testament, den Harmonien von Megadeth und dem Gesang von Metallica.
Wolfpack Unleashed kategorisieren sich selbst als „Melodic Thrash Metal“, was davon rührt, dass die Band, im Gegensatz zu den meisten anderen Thrashbands, zur Melodieführung hauptsächlich Mollskalen verwendet, was der Musik eine zusätzliche melodische und emotionale Dimension verleiht, während das Riffing bewusst „old-school“ thrash-artig ist.

## Diskografie
- 2006: The Art of Resistance (Demo)
- 2007: Anthems of Resistance